# Пиру, Эжен
Эжен Пиру (фр. Eugène Pirou, 1841—1909) — французский фотограф и кинематографист.

## Творчество
Как фотограф Пиру известен прежде всего своими портретами знаменитостей и фотографиями событий Парижской Коммуны.
В качестве кинематографиста Пиру знаменит как автор одного из первых эротических фильмов: в 1896 году он снял семиминутный фильм под названием «Новобрачная отходит ко сну», в котором артистка кабаре Луиза Вилли исполнила стриптиз. Фильм произвёл сенсацию в Париже. Сеансы Пиру устраивал в целом ряде парижских кинотеатров, в том числе и в знаменитом Кафе де ля Пэ, а также в казино в Ницце. Вскоре и другие кинематографисты, в частности Жорж Мельес и Шарль Пате, стремясь заработать, начали создавать фильмы со стриптизом. Подобные произведения стали называть французскими фильмами или парижским жанром. Такие фильмы не всегда приветствовались, в частности в январе 1897 года один из них (предположительно фильм Пиру) был изъят из лондонского мюзик-холла после протестов респектабельной клиентуры.
Кроме того в 1897 году им был снят документальный фильм о визите императора Николая II в Париж.
Всего за короткий период 1896—1897 гг. им было создано около 50 фильмов, часть из которых хранится в Национальной библиотеке в Париже.

## Награды
- 10 золотых медалей
- 2 почётные грамоты
- Золотая медаль Всемирной выставки 1889 года в Париже

## Фильмы
- Мария отходит ко сну
- Купание парижанки

## Фотоработы

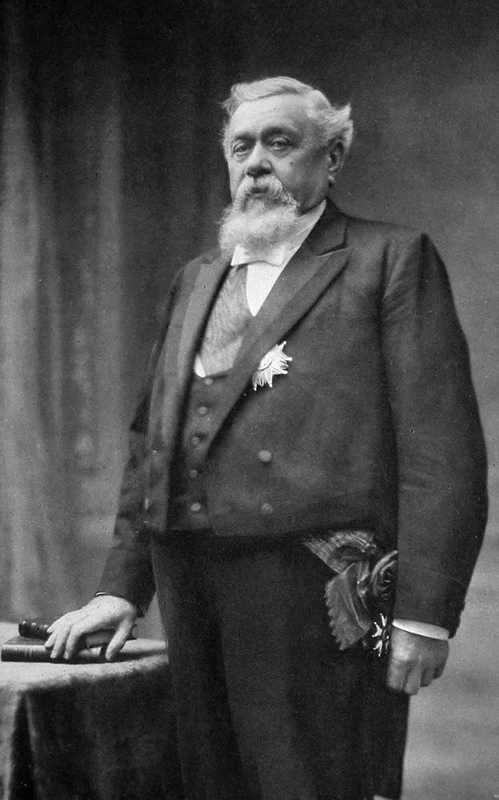
Арман Фальер
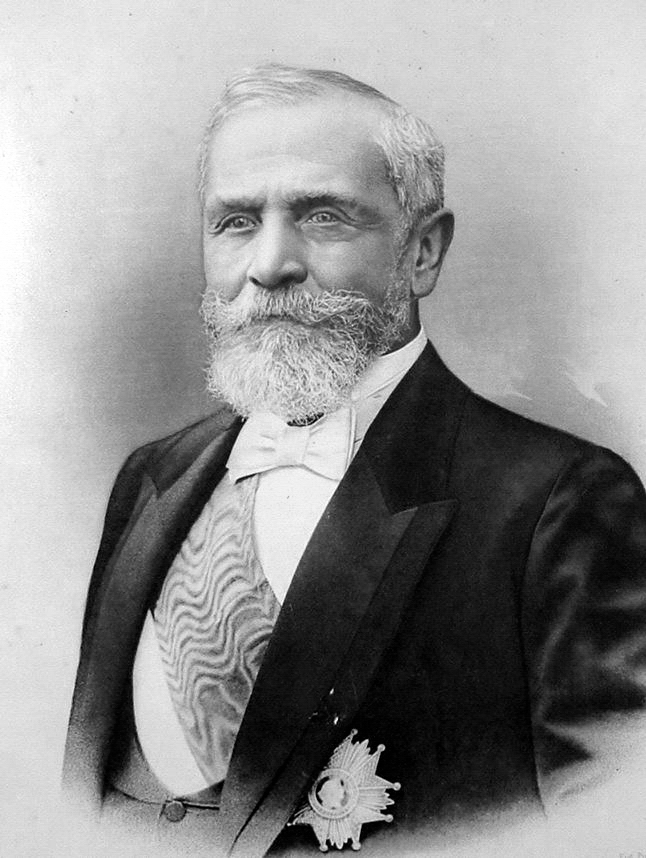
Эмиль Лубе
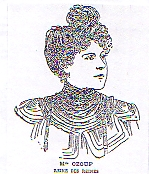
Клотильда Озуф, королева Парижского карнавала 1900 г.
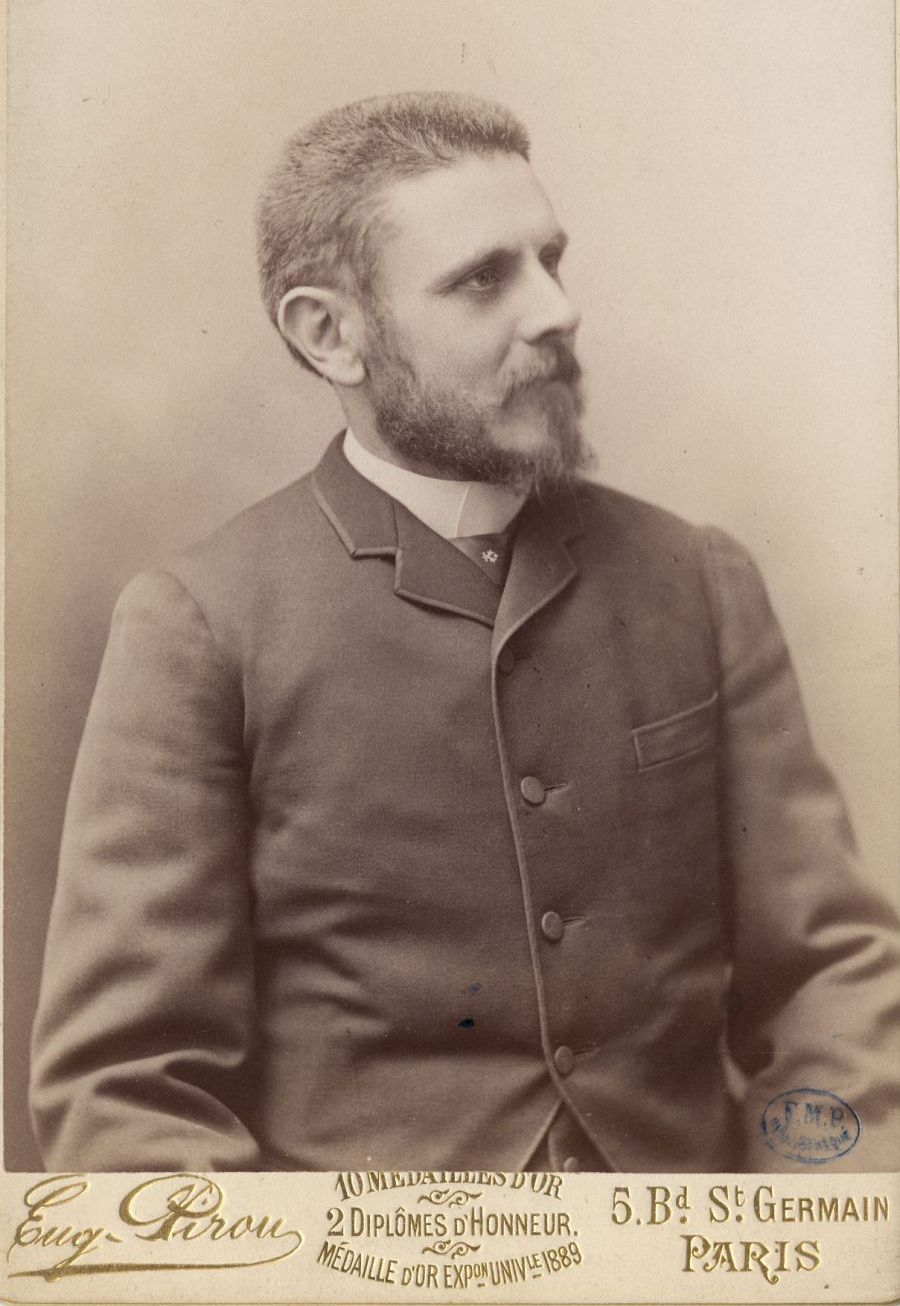
Пьер Мари
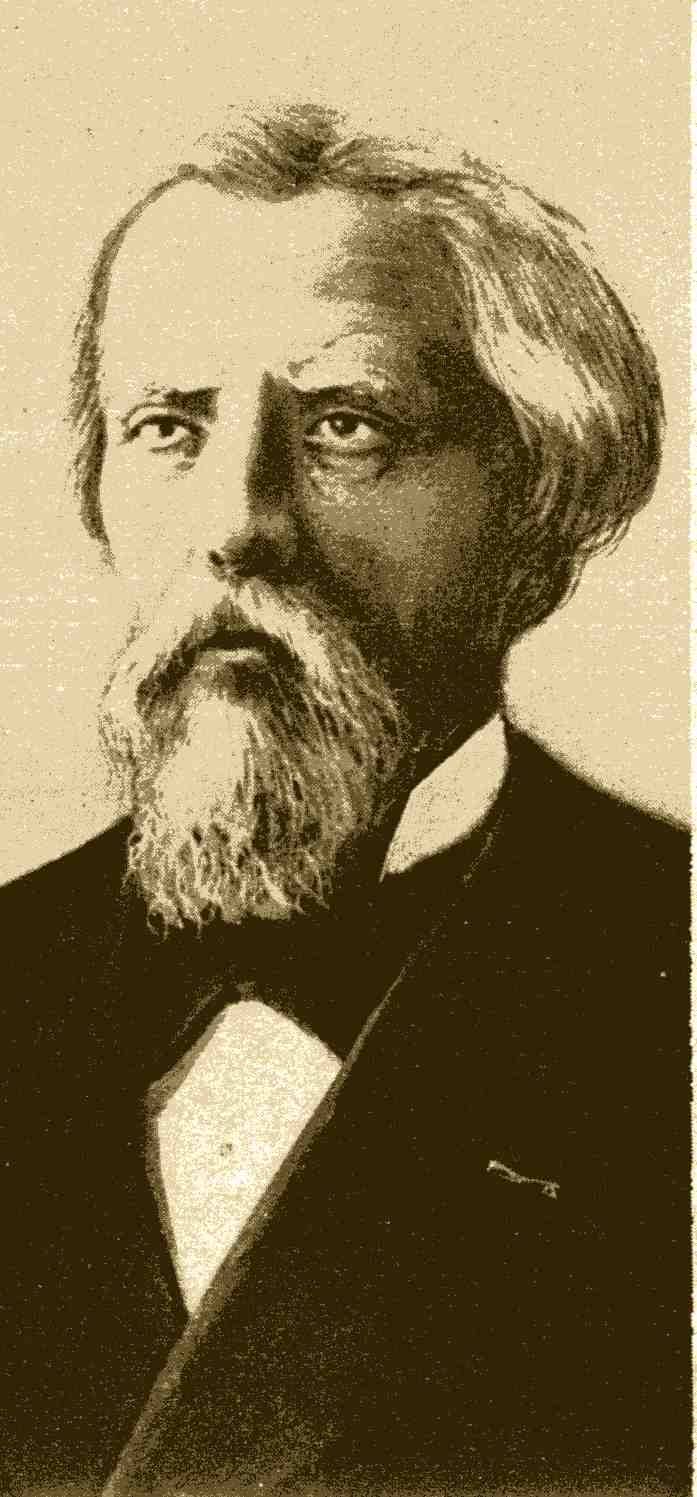
Филипп ван Тиегхам
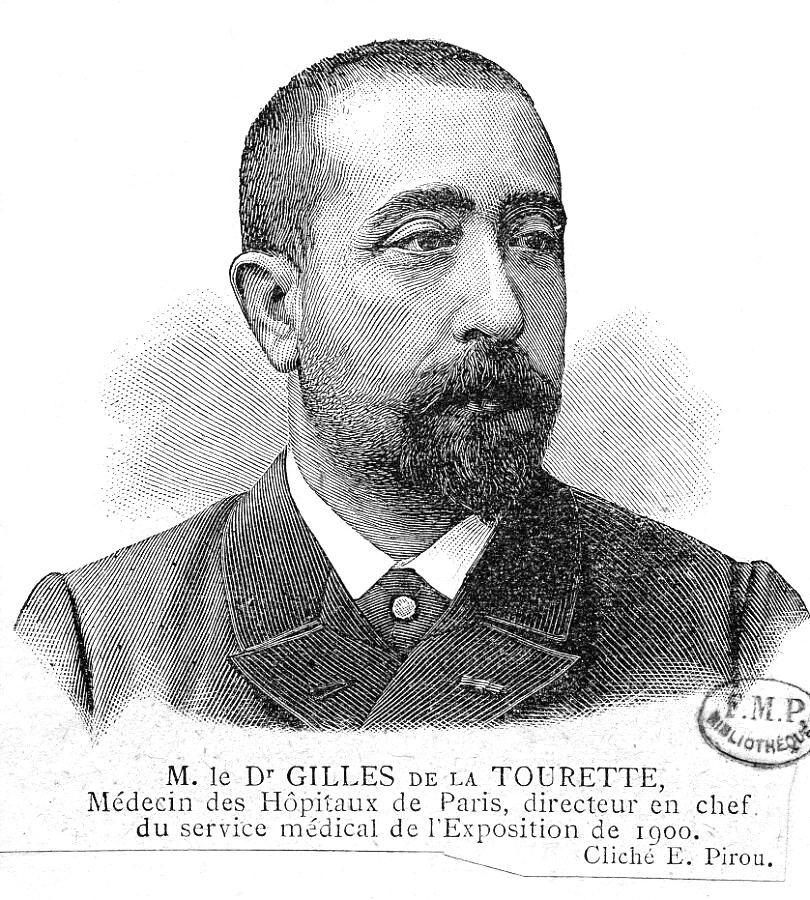
Жорж Жиль Де ля Туретт